# David Shore

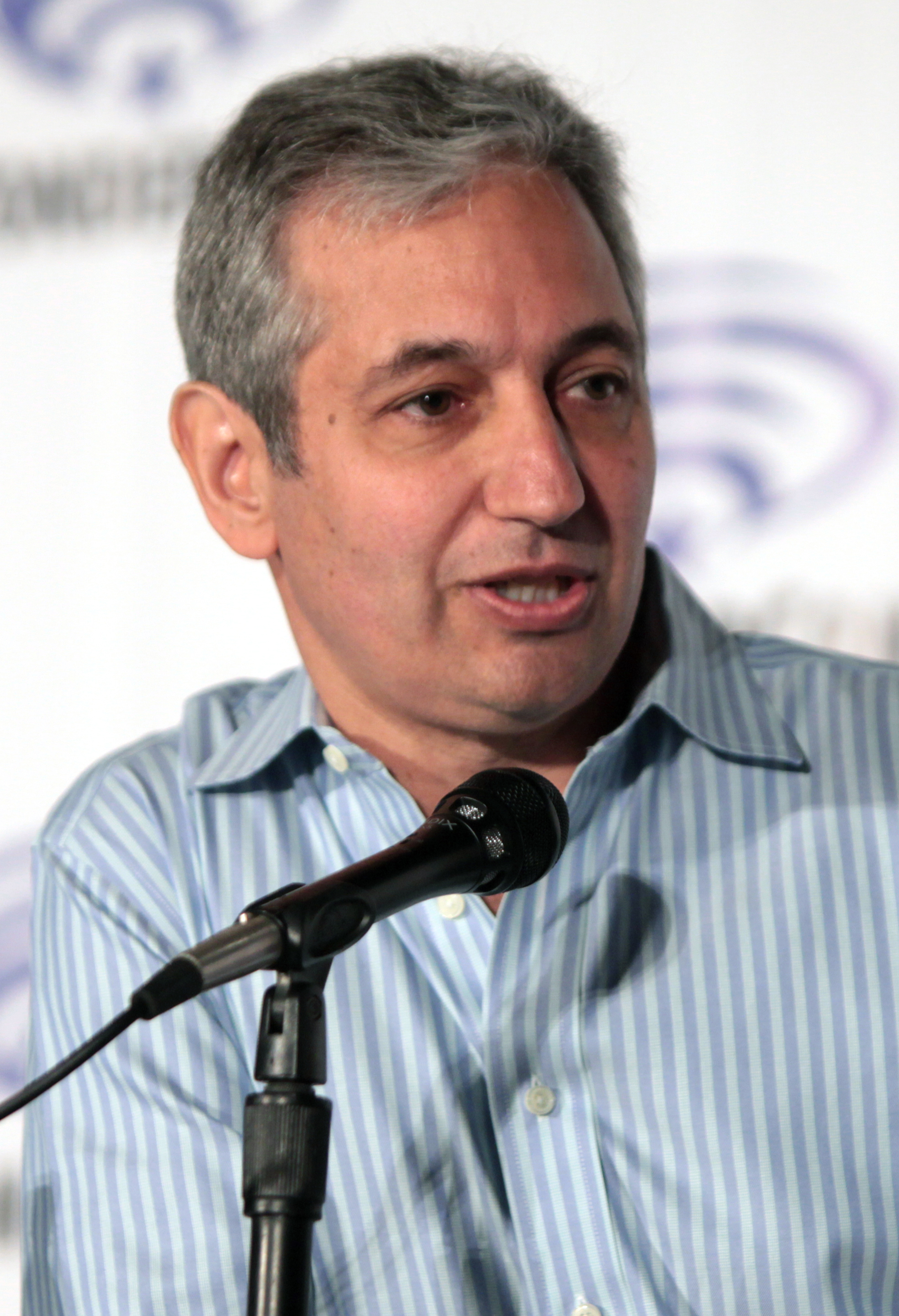
David Shore (2016)

David Shore (* 3. Juli 1959 in London, Ontario, Kanada) ist ein kanadischer Filmproduzent, Drehbuchautor und Regisseur.

## Karriere
David Shore besuchte die A.B. Lucas Secondary School in London, Ontario bis 1975 und graduierte im Jahr 1979 von der University of Western Ontario.
Shore ist hauptsächlich als Produzent und Autor für Fernsehserien tätig. Seit 1995 ist er als Autor tätig, er schrieb eine Folge für die Fernsehserie The Hardy Boys. Shore ist der Erfinder, Drehbuchautor und Produzent der erfolgreichen US-Fernsehserie Dr. House. Zusätzlich führte er bei der letzten Folge der zweiten Staffel und der Finalfolge der Serie Regie. Für seine Arbeit an Dr. House erhielt er diverse Nominierungen und Auszeichnungen verschiedener Preise, unter anderem gewann Shore 2010 einen Writers Guild of America Award und einen Emmy. Bereits 1998 und 1999 erhielt er gemeinsam mit den weiteren Produzenten Emmy-Nominierungen für Law & Order.
Shore besitzt seine eigene Produktionsfirma Shore Z. 2012 wechselte er nach acht Jahren bei dem Produktionsstudio Universal Television zu Sony Pictures Television. Shore schloss einen im achtstelligen Bereich dotierten Drei-Jahres-Vertrag ab.
Gemeinsam mit Bryan Cranston kreierte er die Serie Sneaky Pete, deren erste Staffel Anfang 2017 auf Amazon Video veröffentlicht wurde.

## Filmografie (Auswahl)

### Produzent
- 1996: Traders (13 Folgen)
- 1997–1999: Law & Order (24 Folgen)
- 1999: Beggars and Choosers (24 Folgen)
- 1999: Frauenpower (Family Law, 46 Folgen)
- 2002: Hack – Die Straßen von Philadelphia (Hack, 20 Folgen)
- 2004: Century City (9 Folgen)
- 2007: Alibi (Fernsehfilm)
- 2004–2012: Dr. House (House, 175 Folgen)

### Drehbuchautor
- 1995: The Hardy Boys (1 Folge)
- 1996: Traders (5 Folgen)
- 1994–1998: Ein Mountie in Chicago (Due South, 7 Folgen)
- 1997: Practice – Die Anwälte (The Practice, 2 Folgen)
- 1997–1999: Law & Order (7 Folgen)
- 1999: Beggars and Choosers (3 Folgen)
- 1999–2002: Frauenpower (Family Law, 18 Folgen)
- 2007: Alibi (Fernsehfilm)
- 2004–2012: Dr. House (House, 176 Folgen)
- 2017–2024: The Good Doctor (Fernsehserie)

### Regisseur
- 2006–2012: Dr. House (House, 2 Folgen)